# Ștevie
Ștevia (Rumex patientia, Rumex alpinus) este o plantă angiospermă din genul Rumex, familia Polygonaceae. Alte denumiri populare ale șteviei sunt dragomir, urzica-raței, brustan, dragavei, dragaveică, crestățea, hrenuț, limba-boului și măcrișul-cucului. Este o plantă perenă, foarte răspândită în România, crește spontan primăvara, pe pășunile din zonele de deal și de munte, în jurul stânelor, în grădinile necultivate etc.
Rumex (patientia, alpinus, conglomerata, crispus, sanguineus) - ștevie, măcrișul calului, urzica-raței, brustan, dragomir, dragavei, dragaveică, crestățea, hrenuț, limba-boului.

## Morfologia
Rădăcina șteviei este groasă, târâtoare, cu multe terminații, în tradiția populară era folosită la vopsit în diferite culori - verde, galben, albastru -.
Tulpina este dreaptă, puternică, înaltă până la doi metri, în partea superioară, tulpina de ștevie este ramificată, purtând pe ea frunze mari, cu pețiolul consistent.
Florile sunt verzui, fiind grupate purtând pe ele un cerc roșu-palid sau roșu-vișiniu.

## Principii active
Ștevia conține în cantitate mare vitamina C, A, E și K, dar și săruri minerale - potasiu, fosfor, magneziu, calciu, fier, zinc, proteine, fibre ,oxalați, acid tartric, în scopuri medicinale se recoltează semințele și toamna rădăcinile.

## Utilizare

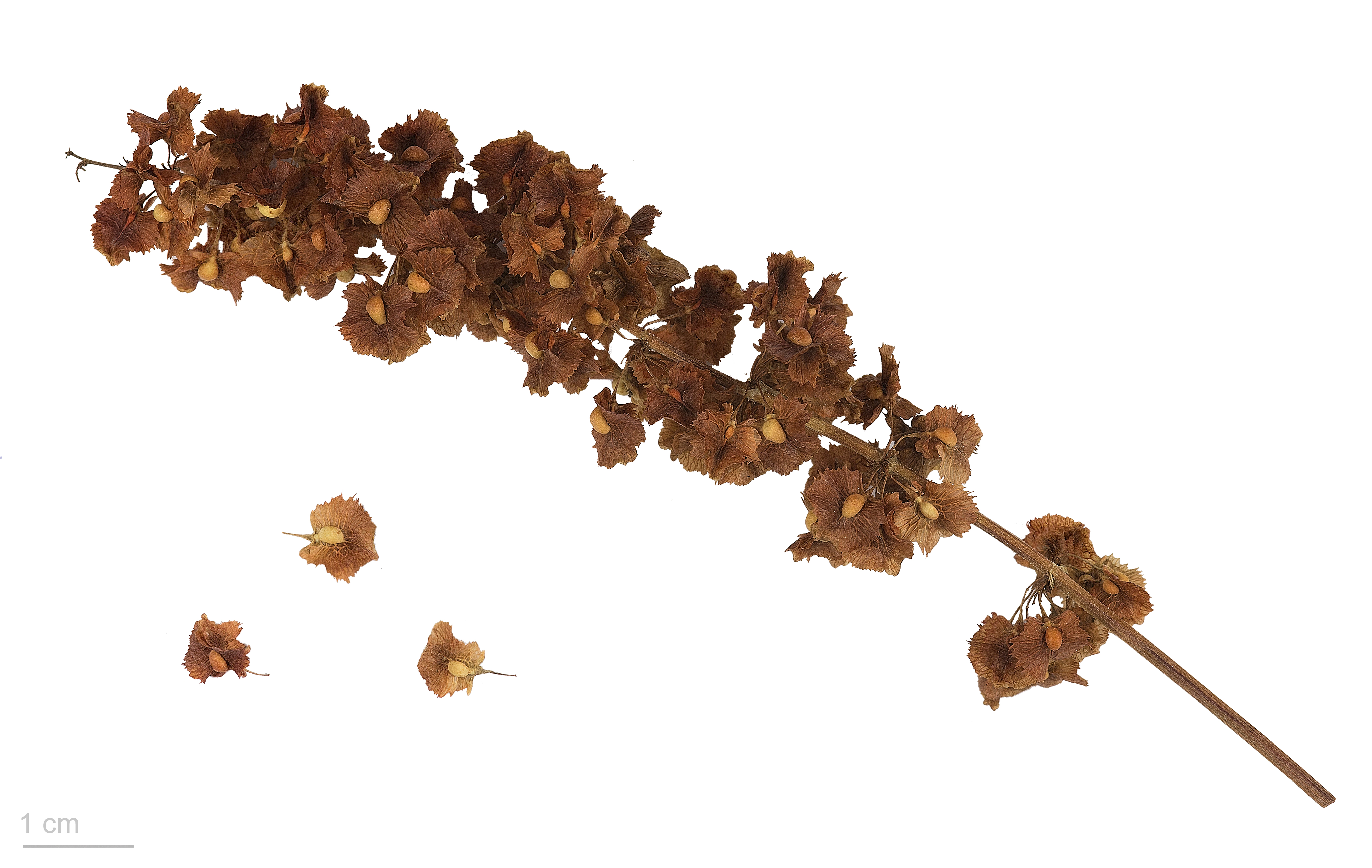
Rumex patientia

Rădăcina plantei era folosită în tradiția populară la vopsitul în diferite culori (galben, verde, albastru). Tot rădăcina era folosită pentru ungerea pielii. Rizomii conțin tanin, crizofaneină, gluco-emodină, reocrizină și gluco-reină. Ștevia se folosește ca diuretic, analgezic, spasmolitic, contra cefaleelor și antiseptic.
Frunzele de ștevie sunt cunoscute și foarte apreciate în bucătăria tradițională - se consumă crude în salate, dar și gătite în ciorbe, mâncăruri scăzute cu carne, sarmalele se împăturesc în frunze de ștevie, care dau preparatului un gust deosebit, însă calitățile ei medicinale sunt mai puțin cunoscute.
Consumul de ștevie stimulează energia mentală și fizică, fiind totodată o barieră împotriva bacteriilor care provoacă cariile dentare, aceste calități sunt susținute de cercetări și studii științifice, dar ștevia rămâne cunoscuta și apreciată pentru faptul ca este o minunată plantă de consum după perioada de iarna.

## Beneficii
Previne și combate astenia de primăvara, este detoxifiantă, reglează nivelul zaharului din sânge, reduce tensiunea arterială, combate obezitatea, este diuretică, stimulează și fortifică sistemului imunitar, grație conținutului bogat de minerale și vitamine, combate constipația, ajută la combaterea tusei, pneumoniei, tuberculozei, datorită proprietăților antibacteriene, previne și tratează - acneea, ridurile, eczemele, dermatita. 

## Contraindicații
Datorită conținutului de antrachinonici, substanțe care ajung în sânge și în lapte, și care pot cauza diaree bebelușului, ștevia nu este recomandată mamelor care alăptează.
Ștevia și rădăcina de ștevie sunt contraindicate celor suferinzi de afecțiuni pulmonare și ale căilor respiratorii, celor cu stomac sensibil, reumaticilor și bolnavilor cu suferințe articulare, celor cu pietre la ficat sau la rinichi.  
Deoarece conține oxalați, toți cei cu afecțiuni care rețin în organism oxalații este indicat sa nu folosească aceasta plantă: calculi renali sau biliari cu oxalați, guta etc.